# Zodarion epirense
Zodarion epirense là một loài nhện trong họ Zodariidae.
Loài này thuộc chi Zodarion. Zodarion epirense được Paolo Marcello Brignoli miêu tả năm 1984.